# 遠ざかる風景
『遠ざかる風景』（とおざかるふうけい）は、1976年11月15日にキティレコードから発売された小椋佳の1枚目のライブ・アルバムである。

## 概要
この作品は、1976年10月7日にNHKホールで行われた小椋の初コンサートを収録したものである。小椋は本作で3作目のオリコンチャート第1位を獲得した。
当時第一勧業銀行の行員であった小椋は、仕事の合間をぬってリハーサルに参加し、当日も午前中まで仕事をした後、午後早退してコンサートに臨んだ。
このコンサートの模様はNHKで放送され、高視聴率を獲得した。

## リリース
- 1976年11月15日、キティレコードよりLP［MKA9001-2］、カセットテープ［CKU-4001］、8トラック［OKU-4001］が発売。『ゆきどまりの海』収録。
- 1984年12月1日、キティレコードよりCDが発売［3133-26］。『ゆきどまりの海』は未収録。
- 1991年11月1日、キティレコードよりCDが再発［KTCR-1067］。『ゆきどまりの海』は未収録。
- 2003年3月19日、ユニバーサル インターナショナルより紙ジャケットで再発［UICZ-6010］。『ゆきどまりの海』CD初収録。
- 2004年1月28日、ユニバーサル インターナショナルよりSACDで再発［UIGZ-7004］。『ゆきどまりの海』収録。
- 2006年10月4日、ユニバーサルJより再発［UPCY-6262］。本盤には『ゆきどまりの海』は未収録。
- 2010年1月20日、ユニバーサルミュージックよりSHM-CDで再発［UPCY-6552］。『ゆきどまりの海』収録。

## 収録曲
SIDE A
1. イントロダクション（作曲：小野崎孝輔）
2. しおさいの詩（作詞・作曲：小椋佳）
小椋佳が最初にレコーディングした曲（『遠ざかる風景』本人解説より）。
3. 六月の雨（作詞・作曲：小椋佳）
友人の結婚式の祝辞代わりに歌った曲（『遠ざかる風景』本人解説より）。
4. 俺たちの旅（作詞・作曲：小椋佳）
中村雅俊主演のドラマ『俺たちの旅』の主題歌である。中村本人が歌い大ヒットした。
5. 時（作詞：塚原将、作曲：小椋佳）
中村雅俊にも提供した作品。
6. 少しは私に愛を下さい（作詞・作曲：小椋佳）
7. 飛べない蝙蝠（）（作詞・作曲：小椋佳）
8. 思い込み（作詞：小椋佳、作曲：星勝）
9. スタンドスティル（作詞：小椋佳、作曲：星勝）
アレンジャーの星勝との兄弟デュエットが話題[誰の?]となった。
10. 揺れるまなざし（作詞・作曲：小椋佳）
資生堂のCM曲。

SIDE B
1. 白い一日（作詞：小椋佳、作曲：井上陽水）
井上陽水も『氷の世界』に収録。
2. ほんの二つで死んでゆく（作詞・作曲：小椋佳）
3. 遠きにありて（作詞・作曲：小椋佳）
4. めまい（作詞・作曲：小椋佳）
5. 屋根のない車（作詞・作曲：小椋佳）
6. 身辺抄（作詞：折口正紀、作曲：小椋佳）
7. ゆきどまりの海（作詞・作曲：小椋佳）
CDによっては未収録。（上記リリース参照）
8. シクラメンのかほり（作詞・作曲：小椋佳）
布施明が歌い大ヒットした。
9. 木戸をあけて－家出をする少年がその母親に捧げる歌－（作詞・作曲：小椋佳）
10. さらば青春（作詞・作曲：小椋佳）

## 演奏
- ボーカル：小椋佳
（小椋佳＋星勝：『スタンドスティル』）
- ドラム：村上秀一
- ベース：岡沢章
- ギター：椎名和夫
- アコースティック・ギター
  - 碓井利明
  - 安田裕美
  - 小椋佳
- キーボード
  - 渋井博
  - 大原繁二
- ラテン・パーカッション
  - 川原直美
  - ラリー寿永
- パーカッション
  - 生見慶二
  - 山本直美
- フルート
  - 西沢幸彦
  - 衛藤幸雄
- オーボエ：坂宏之
- サクソフォーン：村上健
- コーラス：シンガーズ・スリー